# 大哈尔陶
大哈尔陶（德語：Großharthau）是德国萨克森州的市镇，隶属于包岑县。总面积为37.28平方千米，截至2023年12月31日总人口为2,920人。